# Chiautla (État de Mexico)
Chiautla est une municipalité de l'État de Mexico, au Mexique. Elle couvre une superficie de 20,7 km2 et compte 29 159 habitants en 2015.